# Polyschides nitidus
Polyschides nitidus är en blötdjursart som först beskrevs av Henderson 1920.  Polyschides nitidus ingår i släktet Polyschides och familjen Gadilidae. Inga underarter finns listade i Catalogue of Life.